# Bajo la misma estrella (película)

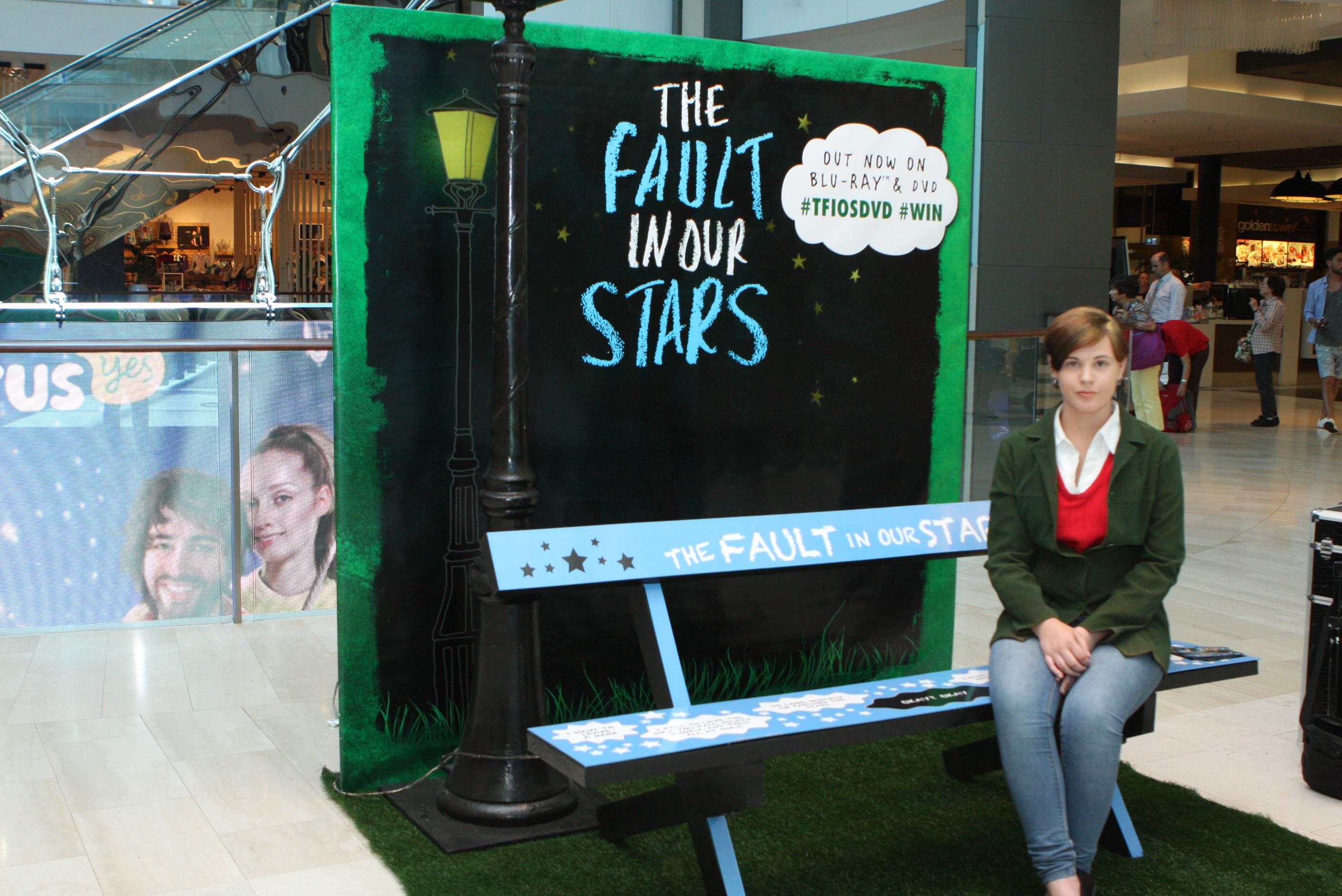
Propaganda de la película en un centro comercial de Bondi Beach, Sídney en Australia.

The Fault in Our Stars (conocida como Bajo la misma estrella en Hispanoamérica y España) es una película estadounidense de drama adolescente basada en la novela homónima escrita por John Green, dirigida por Josh Boone, con guion de Scott Neustadter y Michael H. Weber y protagonizada por Shailene Woodley y Ansel Elgort, trabajando juntos por segunda vez desde sus participaciones en la película Divergent, estrenada unos meses antes de esta película. Fue estrenada el 6 de junio de 2014 en Estados Unidos.

## Argumento
Hazel Grace Lancaster (Shailene Woodley) es una adolescente que vive en los suburbios de Indianápolis. Padece cáncer de tiroides en etapa terminal que ha hecho metástasis en sus pulmones. Creyendo que está deprimida, su madre Frannie (Laura Dern) le pide que asista a un grupo de apoyo semanal con pacientes con cáncer para ayudarla a hacer amigos con personas que están pasando por lo mismo. Allí, Hazel conoce a Augustus "Gus" Waters (Ansel Elgort), un adolescente que perdió una pierna por un cáncer de hueso pero desde entonces aparentemente no ha tenido cáncer. Invita a Hazel a su casa, donde se unen por sus pasatiempos y aceptan leer los libros favoritos de cada uno. Hazel le recomienda a Gus Un Dolor Imperial, una novela sobre una niña enferma de cáncer llamada Anna que es paralela a su experiencia. Gus le da a Hazel "Contra Insurgencia", la novela sobre su videojuego favorito. Se mantienen en contacto por mensaje de texto durante las semanas siguientes y se vuelven más cercanos. Después de que Gus termina el libro, expresa frustración con su final abrupto (termina a mitad de una oración). Hazel explica que el misterioso autor de la novela, Peter Van Houten (Willem Dafoe), se retiró a Ámsterdam después de la publicación de la novela y no se ha tenido noticias de él desde entonces.
Semanas después, Gus le dice a Hazel que ha rastreado a la asistente de Van Houten, Lidewij, y que ha mantenido correspondencia con Van Houten por correo electrónico. Ella le escribe para averiguar más sobre el final ambiguo de la novela y Van Houten responde que sólo está dispuesto a responder sus preguntas en persona. Hazel le pregunta a su madre si puede viajar a Ámsterdam a visitarlo, pero Frannie se niega amablemente por limitaciones financieras y médicas. Gus le sugiere que use el "deseo de cáncer" que recibió de Make-A-Wish Foundation, pero Hazel explica que ya lo usó para visitar Walt Disney World. Gus y Hazel van a un pícnic y comienzan a enamorarse. Éste la sorprende con boletos para Ámsterdam. Después de un revés médico, los médicos de Hazel finalmente le permiten el viaje, ya que esperan que pronto sería incapaz de hacer nada.
Hazel y Gus llegan a Ámsterdam y se presentan con reservas en un restaurante caro, pagado por Van Houten. Durante la comida, Gus confiesa su amor por Hazel. La tarde siguiente van a la casa de Van Houten, pero se sorprenden al descubrir que es un alcohólico malhumorado. Lidewij organizó la reunión y la cena sin que Van Houten supiera nada, pues si lo supiese trataría de detenerlo. Enfurecido por las acciones de su asistente, se burla de Hazel por buscar respuestas serias a una pieza de ficción y menosprecia su condición médica. Ella se va, muy molesta. Lidewij los invita a hacer turismo para compensar su experiencia arruinada. Los tres visitan la Casa de Ana Frank, donde Hazel lucha por subir las numerosas escaleras de la casa. Pasan esa noche juntos en su hotel y tienen relaciones sexuales por primera vez. Al día siguiente Gus le dice a Hazel que su cáncer ha regresado, se ha extendido por todo su cuerpo y es terminal. Hazel, con el corazón roto, expresa lo injusta que puede ser la vida.
De regreso a Indianápolis, la salud de Gus empeora. Lo ingresan en la UCI y se da cuenta de que está cerca de la muerte. Gus invita a su "pre-funeral" a Hazel y a su mejor amigo, Isaac (Nat Wolff), quien sufrió de cáncer en los ojos, y ahora es ciego. Se entregan elogios que ambos han preparado. Hazel le dice que no cambiaría su poco tiempo juntos por nada, ya que "me dio una eternidad en los días numerados". Gus muere ocho días después y Hazel se sorprende al encontrar a Van Houten en el funeral. Él le dice que Augustus le había pedido que asistiera a su funeral para compensar el viaje previamente arruinado. Van Houten le dice que la novela se basa en las experiencias de su hija, quien murió de leucemia a una edad temprana. Le da a Hazel un trozo de papel que ella arruga y le pide que se vaya por todo lo que les hizo en Ámsterdam. Más tarde, hablando con Isaac, Hazel descubre que Gus le había pedido ayuda a Van Houten para escribir una carta para ella.
Ella recupera el papel arrugado y lee sus palabras aceptando su muerte y su amor por ella. Hazel se tumba boca arriba en el césped mirando las estrellas, sonríe mientras recuerda a Gus y dice: "Okay".

## Reparto
- Shailene Woodley como Hazel Grace Lancaster
- Ansel Elgort como Augustus "Gus" Waters
- Laura Dern como Frannie Lancaster, la mamá de Hazel
- Sam Trammell como Michael Lancaster, el papá de Hazel
- Willem Dafoe como Peter Van Houten
- Lotte Verbeek como Lidewij Vliegenthart, la asistente de Van Houten
- Ana Dela Cruz como la Dra. Maria
- Nat Wolff como Isaac, el mejor amigo de Augustus
- David Whalen como el señor Waters, el papá de Augustus
- Milica Govich la señora Waters, la madre de Augustus
- Emily Peachey como Monica
- Emily Bach como la mamá de Monica
- Mike Birbiglia como Patrick, el guía líder del grupo
- Lily Kenna como la joven Hazel
- Carole Weyers como la voz de Anna Frank

## Producción

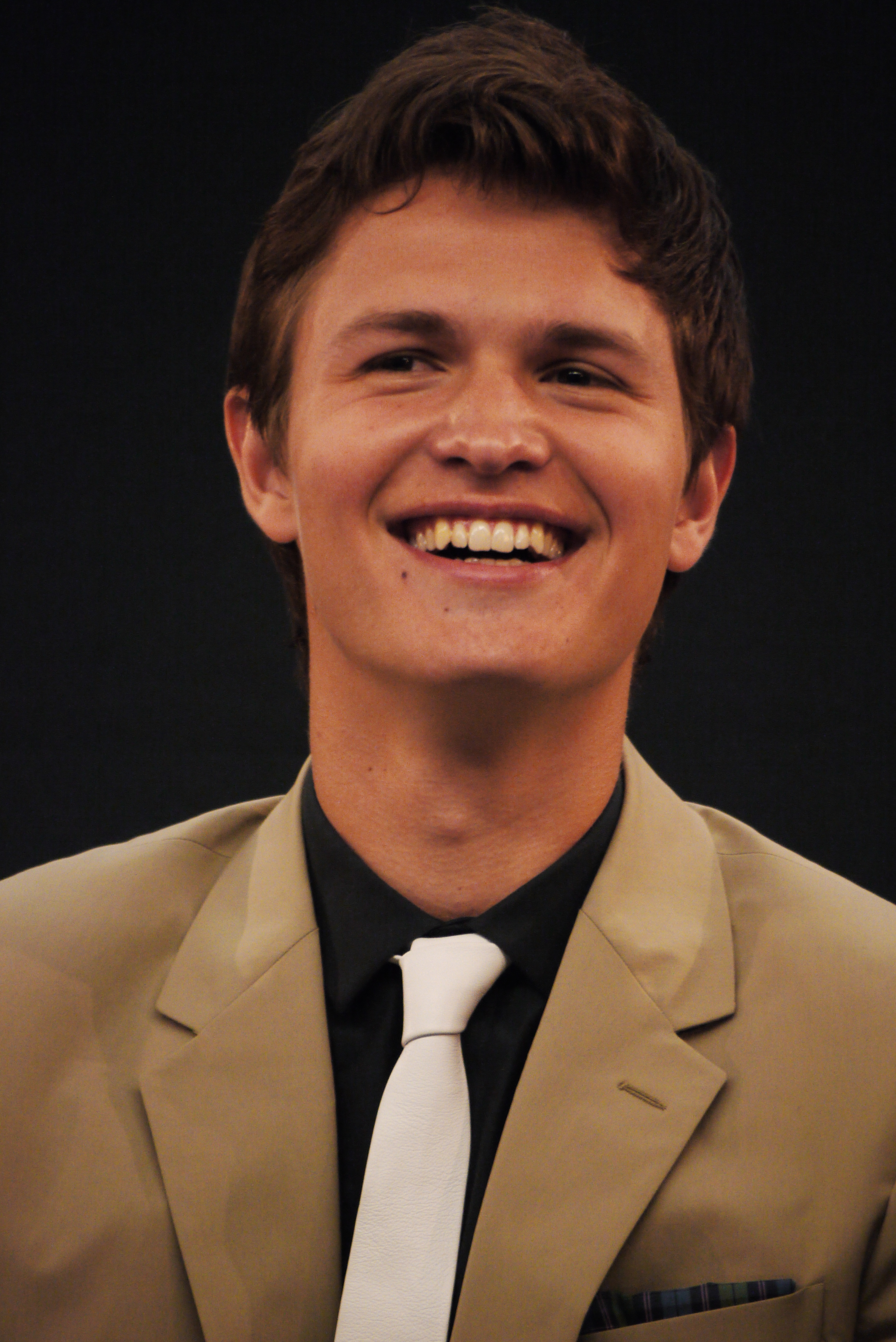
Ansel Elgort

La filmación comenzó el 26 de agosto de 2013 en Pittsburgh, Pensilvania, donde tuvo lugar hasta el 10 de octubre de 2013. El rodaje en Ámsterdam comenzó el 14 de octubre de 2013 y concluyó oficialmente el 16 de octubre.

## Promoción
El primer tráiler de la película fue lanzado el 29 de enero de 2014, tuvo más de tres millones de visitas en menos de 24 horas después de su lanzamiento. Un videoclip fue revelado en el pre-show de los MTV Movie Awards 2014 el 13 de abril de 2014.

## Banda sonora
La lista de canciones completa de la banda sonora de la película, fue estrenada el 13 de abril de 2014 y fue organizado por Nate Walcott y Mike Mogis de Bright Eyes. Incluye pocos artistas de alto perfil como Kodaline, Birdy, Charli XCX y Ed Sheeran quien escribió la canción para los créditos finales. Pudo ser adquirida a partir del 19 de mayo de 2014 en los principales sitios de música como iTunes, Google Play Music, y publicada para Streaming en Spotify.

| N.º | Título                       | Música          | Duración |  |
| 1.  | «All of the Stars»           | Ed Sheeran      | 3:55     |  |
| 2.  | «Simple as This»             | Jake Bugg       | 3:17     |  |
| 3.  | «Let Me In»                  | Grouplove       | 4:00     |  |
| 4.  | «Tee Shirt»                  | Birdy           | 2:39     |  |
| 5.  | «All I Want»                 | Kodaline        | 5:06     |  |
| 6.  | «Long Way Down»              | Tom Odell       | 2:30     |  |
| 7.  | «Boom Clap»                  | Charli XCX      | 2:49     |  |
| 8.  | «While I’m Alive»            | STRFKR          | 3:48     |  |
| 9.  | «Oblivion»                   | Indians         | 3:39     |  |
| 10. | «Strange Things Will Happen» | The Radio Dept. | 4:26     |  |
| 11. | «Bomfalleralla»              | Afasi & Filthy  | 3:57     |  |
| 12. | «Without Words»              | Ray LaMontagne  | 4:18     |  |
| 13. | «Not About Angels»           | Birdy           | 3:10     |  |
| 14. | «No One Ever Loved»          | Lykke Li        | 4:06     |  |
| 15. | «Wait»                       | M83             | 5:41     |  |

### Tema extra
| N.º | Título      | Música                   | Duración |  |
| 16. | «Best Shot» | Birdy (con Jaymes Young) | 2:54     |  |

### Música delTráiler(Incluidas en la versión Deluxe del álbum)
| N.º | Título               | Música           | Duración |  |
| 17. | «Sun»                | Sleeping At Last | 4:37     |  |
| 18. | «We're On Our Way»   | Radical Face     | 4:08     |  |
| 19. | «What I Wouldn't Do» | Serena Ryder     | 3:41     |  |
| 20. | «What You Wanted»    | OneRepublic      | 4:01     |  |